# Adelheid szász–meiningeni hercegnő
Adél szász-meiningeni hercegnő (Kassel, 1891. augusztus 16. – La Tour-de-Peilz, 1971. április 25.) Adél lippe-biesterfeldi grófnő és Frigyes szász-meiningeni herceg lánya.

## Családja
Testvérei Feodóra szász-meiningeni herceg, Bernhard szász-meiningeni herceg, Prince Ernst of Saxe-Meiningen és György szász–meiningeni herceg.
1914. augusztus 3-án, alig a háború kitörését követően a tengerparti Wilhelmshaven városában Adalbert Ferdinánd porosz királyi herceg feleségül vette Adélt.